# Čretež pri Krškem
Čretež pri Krškem – wieś w Słowenii, w gminie Krško. W 2018 roku liczyła 49 mieszkańców.